# Оборона Замостя
Оборона Замостя (пол. Obrona Zamościa) — бій шостої січової стрілецької дивізії армії УНР під командуванням тоді ще полковника Марка Даниловича Безручка, польського 31-го полку Каньовських Стрільців під командуванням майора Миколая Болтуца і трьох бронепотягів польської армії в кінці серпня 1920 року, загальною чисельністю менше 4 тисяч чоловік, проти Першої кінної армії Будьонного чисельністю понад 16 000 чоловік.
Битва згадується у відомій «Коноармійській» пісні  А. Суркова та братів Покрасс (Дмитро і Данило Покрасс), присвяченій армії Будьонного, який зазнав поразки саме під Замостям, про яке потім співалося, як не дивно, у переможному ключі:
«На Дону и в Замостье

Тлеют белые кости,

Над костями шумят ветерки.

Помнят псы-атаманы,

Помнят польские паны

Конармейские наши клинки».

## Загальна обстановка і військово-політична ситуація
Ряд подій — Лютнева та Жовтнева революції, Берестейський мир та революція в Німеччині дозволили Польщі відродитися як державі.
Створивши перші державні інститути, Польща відразу ж вплуталася в збройні конфлікти із німцями — за Познань та Верхню Сілезію, з чехами — за Тешинську Сілезію, з українцями — за Львів і всю Східну Галичину, з литовцями — за Вільно, з більшовиками — за Білорусь. На початку березня 1919 року поляки почали наступ на Білорусь — зайняли Пінськ, перейшли річку Ясельда, оволоділи Новогрудком, Барановичами, Лідою та Вільно, а в серпні зайняли Мінськ та Бобруйськ. 26 травня 1920 року Червона Армія почала наступ на Україну і в Білорусі, а в липні 1920 року розгортається наступ військ Михайла Тухачевського в Польщі. На думку Леніна, захоплення Польщі мало призвести до встановлення там радянської влади і викликати революцію в Німеччині. Мова йшла про те, «щоб через труп білої Польщі» принести на багнетах революцію в Німеччину, а потім і в інші країни Європи, щоб врешті-решт «напоїти червоних коней із Сени та Марни». Іншими словами, мова йшла про більшовизацію всієї Європи, що в ситуації загального хаосу після закінчення Першої світової війни виглядало цілком реальним. Командувач Західним фронтом Тухачевський віддав наказ: «На багнетах ми принесемо трудящому людству щастя і мир. Вперед! На Захід! На Варшаву! На Берлін!»
На початку серпня військові частини Тухачевського впритул підійшли до Варшави. Її терміново покинули всі іноземні посольства. Маршал Польщі Юзеф Пілсудський, генерал Тадеуш Розвадовський і французький генерал Вейган підготували контрудар. 16 серпня під Вепшом польські війська зайшли в тил Червоної Армії і в кінцевому рахунку врятували Варшаву. Розрахунки на «червоних кавалеристів» Будьонного не виправдалися. Оспіваній, легендарній Першій кінній армії, що збиралася помити чоботи в Сені та Марні, не вдалося вийти на оперативний простір. За час боїв під Замостям армія Будьонного не зуміла зламати опір 6-ї української стрілецької дивізії армії УНР під командуванням, на той час полковника, Безручка. Перша кінна не змогла домогтися, щоб «польские паны» запам'ятали «конармейские наши клинки». Завдяки цій битві і перемозі під Варшавою, Польща і УНР одержали карт-бланш для подальшого наступу проти Червоної Армії.

## Відхід 6-ї дивізії до Замостя

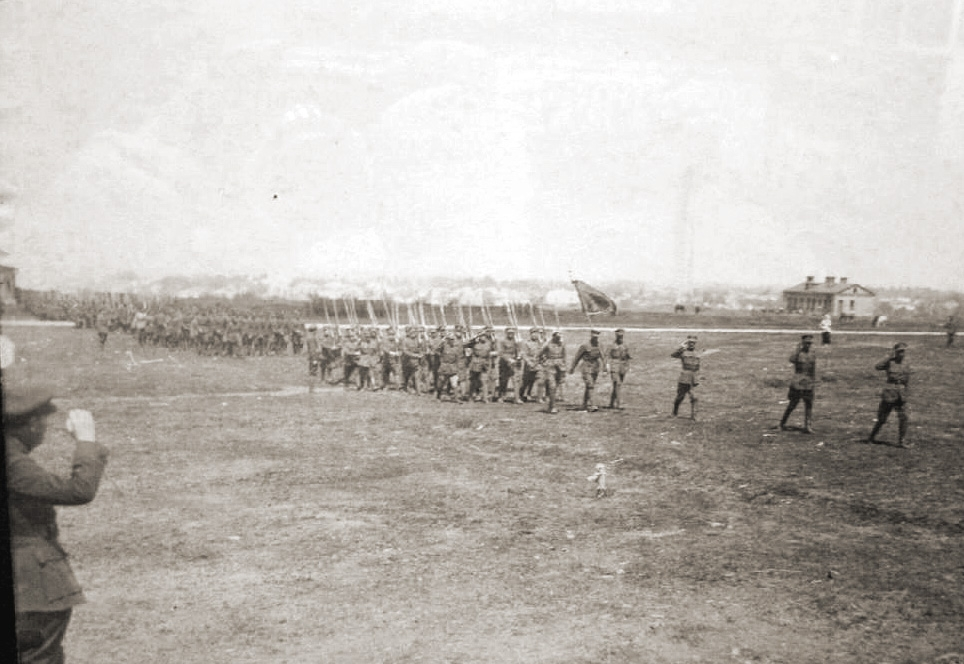
6-а Січова дивізія у травні 1920-го року

У лютому 1920 року, після підписання союзницького договору між Польщею та УНР, відомого як угода «Пілсудського-Петлюри», полковник Безручко сформував 6-ю Січову стрілецьку дивізію, якою потім командував в її спільному з польським військом наступі на Київ.
Після початку контрудару Червоної Армії, протягом літа 1920 року 6-а дивізія була змушена відступати з боями від Києва через Полісся, Поділля та Галичину до Замостя, зберігаючи боєздатний стан. Саме з цього часу, з червня 1920 року кіннота Будьонного була головним противником козакам дивізії Марка Безручка.
«Хоронити Захід від смертельної небезпеки і захищати його неоцінені скарби від жаху і руїни большевизму — як раніш у попередні історичні доби доводилось захищати їх від руїни татарської — випало на долю найближчим сусідам Московії — Україні та Польщі, що падали першими жертвами її політичної ненажерливості»", — не без підстав зазначав у своїх спогадах генерал-хорунжий Армії УНР Михайло Садовський. Протягом червня — серпня підрозділи січових стрільців і кіннота Буддьонного провели між собою не один бій, але не переміг жоден з них, бо противники були гідні один одного.
Полковник Безручко з боями відступав на захід, зберігаючи свою дивізію в абсолютно боєздатному стані. Українські воїни билися героїчно. Ось що писав польський дипломат Каєтан Моравський в липні 1920 року:
 «… На півдні Ридз Смігли опанував ситуацію і утримує лінію Збруча. Велика в цьому заслуга українських формувань, які навіть під час відступу не втратили холодної крові і, перевищуючи значно наші війська дисципліною, воюють, як герої. У найкритичнішій ситуації український офіцерський легіон стримав наступ червоних гвардій на територію Галичини, оплачуючи свій героїчний подвиг втратою 350 офіцерів вбитих або поранених».

У той же час на півночі Польщі тривала Варшавська операція, в результаті якої радянські війська відкинули польські війська до Варшави. Для поляків ситуація була катастрофічною, але вони ще могли триматися і було де знайти сили для контрнаступу. Проте головна загроза була в іншому: із-під Львова, де польські частини були розбиті, на північ, в тил полякам, спрямовувала свій наступ 1-ша Кінна армія Будьонного. Стримати її не могла жодна з польських дивізій. Єдиною боєздатною частиною на всьому Південному польському фронті залишалася шоста стрілецька дивізія М. Безручка.
Стратегічна операція була блискуче задумана червоним командуванням. Перша кінна армія Будьонного наступає з півдня, третій кавалерійський корпус Гая (чисельністю також з армію) з півночі. Піхота Західного фронту йде навпростець через Білосток. Зустріч була намічена під Варшавою. Таким чином, по результатах спланованої операції, польські війська будуть оточені, деморалізовані і змушені будуть капітулювати. А потім кидок далі на Захід через «труп білої Польщі»..
16 серпня 1920-го року почалося успішний контрнаступ польських військ під Варшавою, і незабаром армія Західного фронту під командуванням майбутнього радянського маршала Тухачевського зазнала поразки. Однак у розпорядженні більшовиків ще залишалася потужна мобільна ударна сила, та сама Перша кінна армія. Її поява під польською столицею могла кардинально змінити стратегічну ситуацію на користь Червоної Армії.
Дивізія Безручка частиною своїх сил відійшла у Замостя — місто на польсько-українському кордоні. Напередодні, в кінці липня, дивізія брала участь у важких боях в районі залізничної станції Маневичі, а потім в оборонних боях під час відступу понесла великі втрати в живій силі та озброєнні. У середині серпня дивізія нараховувала лише 300 здатних воювати стрільців. Інші були вбиті, поранені чи хворі. Польське командування задовольнило прохання командира дивізії і відвело її з фронту на відпочинок і поповнення в район Замостя. Потім дивізія повинна була перейти на Дністер на з'єднання з іншими частинами армії УНР.
Також до Замостя прибув із Цеханува раніше розбитий 31-й Каньовський полк, під командуванням майора Болтуца. Полк так само потребував відпочинку і поповнення.

## Оборона

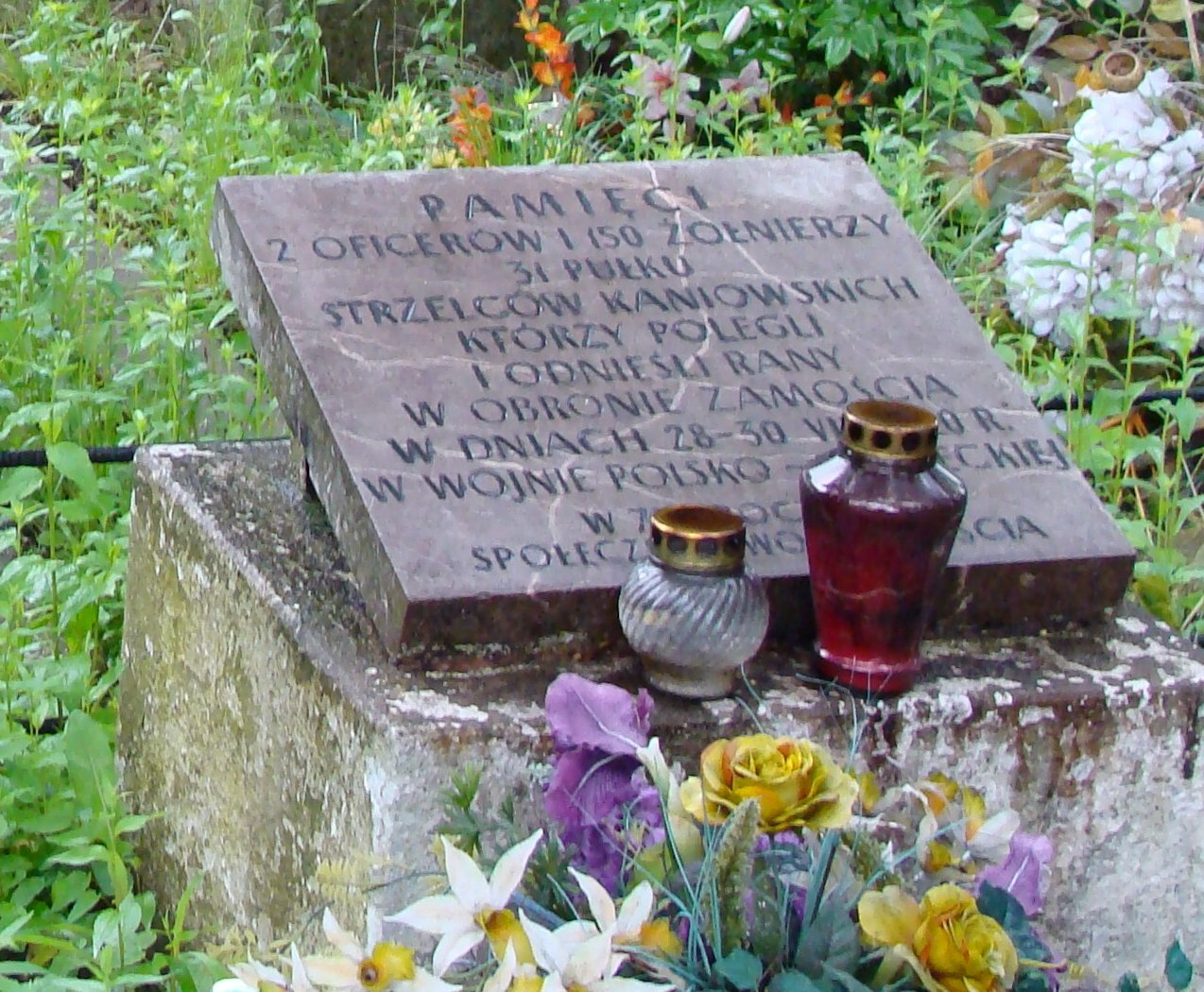
Пам'ятник на могилі воїнів 31 полку Каньовських Стрільців, полеглих під Замостям

Перші бойові роз'їзди «будьонівців» були помічені під Замостям ввечері 28 серпня. Сили оборони, що були у місті, налічували менше 3,5 тис. осіб. У їхньому розпорядженні було 12 гармат і 43 кулемети. Гарнізону надавали підтримку три бронепотяги — «Загонич», «Месник» і «Смерч». Запасів продовольства і боєприпасів вистачало всього на 3-4 дні бойових дій. Найбільшою, до цього, військовою частиною в місті був 31-й Каньовський полк майора Миколая Болтуца, який незадовго до оборони прибув для поповнення особового складу та відпочинку. Крім того, у місті знаходились штаб і штабні підрозділи 6-ї української дивізії Січових Стрільців, дивізіон 10-го полку польової артилерії, ескадрон 10-ї дивізії кавалерії, ескадрон 214-го уланського полку і три охоронних батальйони.
Польові укріплення, збудовані навколо Замостя, являли собою лінію стрілецьких осередків, кожен розрахований на пів взводу-взвод піхоти, без ходів сполучення між собою і тилом. Вся лінія була прикрита 1-2 рядами колючого дроту, спішно встановленого саперами української дивізії. Ці фортифікації не були у повному сенсі оборонними спорудами, а, як писав у своїх спогадах М. Болтуц, лише подобою лінії оборони. Важливим пунктом оборони була також міська ратуша, з 52-х метрової вежі якої можна було вести спостереження за пересуванням супротивника у радіусі 20 кілометрів.
Як старший за званням, на чолі оборони став полковник армії УНР Марко Безручко. Його заступником став начальник штабу 6-ї дивізії Всеволод Змієнко (обидва зі східних областей України — перший із Токмака, другий з Одеси).
Одночасно з появою супротивника у місті з'явилися біженці і численні дезертири з різних частин польської, української та білоруської армій. Почалися інциденти, які ще більше ускладнювали ситуацію в місті. Найгіршими в цьому сенсі були солдати білоруської бригади Станіслава Балаховича. 28 серпня вони здійснили серію вбивств, розбоїв та грабежів місцевих євреїв. Це привело до необхідності спрямувати частину і до того невеликих сил оборони на цілі внутрішнього патрулювання міста і наведення порядку.
Що було далі, описує колега Безручко, генерал-хорунжий Олександр Удовиченко:

Кінній армії Будьонного було дано завдання вийти за праве крило фронту польських військ та в їхньому запіллі рушити через Люблін у загальному напрямі на Варшаву.
Але Будьонний, захоплений своїми успіхами, перед тим як рушити на Варшаву, рішив з нальоту захопити Львів, однак зустрінув тут серйозний відпір і, зазнавши великих втрат, рушив у напрямі на Замостя, до якого і підійшов 29 серпня ….
29 серпня Будьонний зсаджує своїх кіннотників з коней та після гарматної підготовки веде їх на штурм фортеці, яка являла собою мале містечко, обведене старим муром. Атаки будьонівців зі сходу було відбито, з великими втратами для них. Ранком 30 серпня Будьонний оточив Замостя та повів наступ зо всіх боків. Залога Замостя уперто боронилася, але із заходу будьонівцям пощастило дійти до дротяних перешкод і знищити їх та майже увірватися в Замостя.
Однак останній резерв — українська сотня — контратакою відкинула ворога за дроти. Близько 70 ворожих гармат розвинули пекельний вогонь, на який обережно (зберігаючи набої), але влучно, відповідали 12 українських гармат. І ця атака для армії Будьонного скінчилася невдало….

У цих боях захисники втратили підтримку двох з трьох наявних у них бронепотягів. 30 серпня гарнізон міста вночі зробив дві вилазки.
31 серпня Перша кінна армія припинила облогу Замостя, у зв'язку з наближенням з півдня піхотної дивізії Станіслава Галлера, яка йшла на підмогу захисникам. Цього ж дня, під Комаровим (неподалік Замостя) армія Буддьонного була атакована 1-ю Польською кавалерійською дивізією полковника Юліуша Руммеля і втративши вбитими і пораненими близько 4 тис. бійців змушена була відступити в напрямку Володимира-Волинського. Після цих поразок Перша кінна армія втратила свою здатність «молота, який весь час пробивав фронт Польської Армії».
За цю перемогу, Безручко і Змієнко отримали звання генерал-хорунжих армії УНР.